# Cyclosa dives
Cyclosa dives là một loài nhện trong họ Araneidae.
Loài này thuộc chi Cyclosa. Cyclosa dives được Eugène Simon miêu tả năm 1877.